# Манастир (Варненська область)
Манасти́р (болг. Манастир) — село у Варненській області Болгарії. Входить до складу общини Провадія.

## Населення
За даними перепису населення 2011 року у селі проживали 495 осіб.
Національний склад населення села:
| Національність   | Кількість осіб | Відсоток |
| ---------------- | -------------- | -------- |
| болгари          | 260            | 52,8%    |
| цигани           | 71             | 14,4%    |
| турки            | 64             | 13,0%    |
| Всього відповіли | 492            |          |

Розподіл населення за віком у 2011 році:
Динаміка населення: